# Ina Island
Ina Island ist eine unbewohnte Insel der Andreanof Islands, die zu den Aleuten 
gehören. 
Die knapp über dem Meeresspiegel gelegene, 320 m lange Insel befindet sich am nördlichen Ende der Bay of Islands.
Die Insel erhielt 1933 ihren Namen im Rahmen der amerikanischen Aleuten-Expedition.